# Van Winkle Creek (Elliott Slough)
Der Van Winkle Creek ist ein Bach im Grays Harbor County, US-Bundesstaat Washington. Der historisch auch unter dem Namen Ellick Slough bekannte Wasserlauf entspringt ungefähr vier Kilometer nordöstlich der Stadt Aberdeen und fließt zuerst in östliche, dann südliche Richtung. Nach gut fünf Kilometern wird er zusammen mit einigen kleineren Bächen zum Lake Aberdeen aufgestaut. Etwa einen Kilometer unterhalb des Stausees mündet der Van Winkle Creek in den Elliott Slough, einem Mündungsarm des Chehalis Rivers.